# ラレド・リーマーズ
ラレド・リーマーズ（Laredo Lemurs）は、プロ野球独立リーグのアメリカン・アソシエーション（南地区）に加盟していた野球チーム。本拠地はアメリカ合衆国・テキサス州ラレド。

## 歴史
1985年から2002年まで、チーム名の変更を繰り返し、マイナーリーグのテキサスリーグなどに加盟していた。
2003年、「シュリーブポート・スポーツ（Shreveport Sports）」としてセントラル・ベースボール・リーグに加盟。
2006年から、セントラル・ベースボール・リーグの解散に伴い、アメリカン・アソシエーションへ移籍。
2009年から、チーム名を「シュリーブポート・ボージャー・キャプテンズ（Shreveport Bossier Captains）」に変更した。
2010年、初のリーグ優勝を果たした。
2012年、テキサス州のラレドに移転が決まり、チーム名も「ラレド・リーマーズ（Laredo Lemurs）」に変更した。
2015年、ラレド移転後初のリーグ優勝を果たした。
2017年5月3日にアメリカン・アソシエーションからの撤退が発表された。

## 主な所属選手
- チャズ・ロー（2012）
- ジョン・ブレッビア（2015）